# Casa Bosch (Figueres)
La Casa Bosch és un edifici del municipi de Figueres (Alt Empordà) que forma part de l'Inventari del Patrimoni Arquitectònic de Catalunya.

## Descripció
És un edifici situat al centre històric de la ciutat. És un edifici urbà, comercial i d'habitatge. La planta baixa es troba ben diferenciada per la façana de carreus amb local comercial central, i l'altell superior amb un balcó en arc de mig punt, amb la data de construcció, i dos portals laterals d'accés (ara un d'ells dedicat a comerç) amb finestra de respiració superior i ornamentació floral en relleu a sobre. Als pisos superiors la façana és d'obra vista, i tenen tant el primer com el segon pis un balcó central i dos laterals més petits, tots amb llindes ornamentals florals, per sota de les quals es fa palesa una posterior reforma de rebaixament de sostres. La façana està coronada per cornisa, barana amb balustrada i terrassa.